# Parafia św. Anny w Jakubowie
Parafia św. Anny w Jakubowie – parafia rzymskokatolicka należąca do dekanatu mińskiego - Narodzenia NMP, diecezji warszawsko-praskiej, metropolii warszawskiej Kościoła katolickiego. Siedziba parafii i kościół parafialny znajdują się w Jakubowie, w gminie Jakubów, powiecie mińskim, województwie mazowieckim. Proboszczem parafii jest ks. Mirosław Tempczyk.

## Zasięg parafii
Do parafii należą wierni z następujących miejscowości: Aleksandrów, Antonina, Borek Czarniński, Brzozówka, Budy Kumińskie, Budy Przytockie, Czarna, Góry, Izabelin, Jakubów, Józefin, Ludwinów, Łaziska, Marianka, Moczydła, Przedewsie, Przytoka, Rządza, Szczytnik, Szymankowszczyzna, Tymoteuszew, Witkowizna

## Historia
Początki parafii św. Anny w Jakubowie sięgają XV wieku. Jakubów założył Jakób z Goszczomcyc, kasztelan Czerski, który ufundował w nim, w roku 1473, kościół parafialny, któremu przydzielił obszerne tereny. W 1657 r. podczas wojen szwedzkich kościół został obrabowany i zniszczony. Obecnie w Jakubowie można obejrzeć neogotycki kościół św. Anny, zbudowany w 1903 roku według projektu Józefa Piusa Dziekońskiego oraz murowaną plebanię z 1896 roku, reprezentującą styl eklektyczny. We wrześniu 1939 r. przez Jakubów przeszło najpierw cofające się wojsko polskie, a potem wieś zajęła niemiecka dywizja pancerna. Zarówno armia polska, jak i armia niemiecka wykorzystywały kościół jako punkt sanitarny, dzięki czemu uniknął on poważniejszych zniszczeń.